# دو کاج
دو کاج سروده‌ای است معروف از شاعر ایرانی محمدجواد محبت که یکی از درسهای کتاب فارسی چهارم دبستان بود. این شعر از سال ۱۳۶۳ هجری شمسی وارد کتاب درسی مقطع ابتدایی شد.

## موضوع
در کنار خطوط سیم پیام دو کاج همزمان با یکدیگر سر از خاک بیرون می‌آورند. تا سالها مردمان رهگذر از آن دو کاج به عنوان دو دوست یاد می‌کنند. تا اینکه در یک روز طوفانی یکی از کاجها به خود می‌لرزد و روی دیگر کاج می‌افتد و از او می‌خواهد تا چند روزی تحملش کند تا ریشه‌هایش التیام یابند. اما کاجی که از طوفان آسیب ندیده درختیست بی رحم، عافیت طلب و بی ملاحظه و حاضر نیست این دوست دیرینه خود را برای چند روز تحمل کند. پس برای خلاصی از او به خود تکانی می‌دهد و کاج آسیب دیده بعد از برخورد با سیمهای مخابرات که منجر به گسست آنها می‌شود نقش بر زمین می‌شود. مأموران مخابرات برای پیگیری موضوع به محل قطع ارتباط خطوط مراجعه کرده و پس از بررسی علت، سیمها را تعمیر می‌کنند. سپس برای پیشگیری از حادثه ای مشابه، کاج نا رفیق را هم با تبر قطع می‌کنند.

## شعر

### نظم اصلی
| در کنار خطوط سیم پیام       |  | خارج از ده دو کاج روئیدند     |
| سالیان دراز رهگذران         |  | آن دو را چون دو دوست می دیدند |
| یکی از روزهای سرد پاییزی    |  | زیر رگبار و تازیانه باد       |
| یکی از کاج ها به خود لرزید  |  | خم شد و روی دیگری افتاد       |
| گفت ای آشنا ببخش مرا        |  | خوب در حال من تامل کن         |
| ریشه هایم ز خاک بیرون است   |  | چند روزی مرا تحمل کن          |
| کاج همسایه گفت با تندی      |  | مردم آزار؛ از تو بیزارم       |
| دور شو؛ دست از سرم بردار    |  | من کجا طاقت تو را دارم؟!      |
| بینوا را سپس تکانی داد      |  | یار بی رحم و بی مروت او       |
| سیم ها پاره گشت و کاج افتاد |  | بر زمین نقش بست قامت او       |
| مرکز ارتباط دید آن روز      |  | انتقال پیام ممکن نیست         |
| گشت عازم گروه پی جویی       |  | تا ببیند که عیب کار از چیست   |
| سیمبانان پس از مرمت سیم     |  | راه تکرار بر خطر بستند        |
| یعنی آن کاج سنگدل را نیز    |  | با تبر تکه تکه بشکستند        |

### شعر باز نويسى شده توسط شاعر
| در كنار خطوط سیم پیام      |  | خارج از ده دو كاج روئیدند     |
| سالیان دراز رهگذران        |  | آن دو را چون دو دوست می ‌دیدند |
| روزی از روزهای پائیزی      |  | زیر رگبار و تازیانه باد       |
| یكی از كاج ها به خود لرزید |  | خم شد و روی دیگری افتاد       |
| گفت ای آشنا ببخش مرا       |  | خوب در حال من تأمل كن         |
| ریشه‌هایم ز خاک بیرون است   |  | چند روزی مرا تحمل كن          |
| كاج همسایه گفت با نرمی     |  | دوستی را نمی برم از یاد       |
| شاید این اتفاق هم روزی     |  | ناگهان از برای من افتاد       |
| مهربانی بگوش باد رسید      |  | باد آرام شد، ملایم شد         |
| کاج آسیب دیده ی ما هم      |  | کم کَمَک پا گرفت و سالم شد!     |
| میوه ی کاج ها فرو می ریخت  |  | دانه ها ریشه می زدند آسان     |
| ابر باران رساند و چندی بعد |  | دِه ما، نام یافت کاجستان       |

## تغییر داستان دو کاج به کاجستان و اضافه کردن آن به کتاب فارسی پنجم دبستان
دو کاج مدتی از کتاب درسی  پنجم دبستان حذف و سپس با محتوایی دیگر با عنوان کاجستان به کتاب فارسی پنجم دبستان اضافه شد. این بار هم یکی از کاج‌ها در یک روز طوفانی به خود می‌لرزد و روی دیگری می‌افتد و از او می‌خواهد چند روزی تحملش کند تا ریشه‌هایش ترمیم شوند و کاج همسایه با نرمی و با آغوش باز دوست آسیب دیده خود را تحمل می‌کند و به او می‌گوید که دوستی خود را با او از یاد نمی‌برد چرا که ای بسا این حادثه روزی برای او هم پیش بیاید. کاج آسیب دیده به یاری دوستش پس از چند روز بهبود می‌یابد و ریشه‌هایش التیام می‌یابند. هر دو با هم میوه می‌دهند، میوه‌ها خشک می‌شوند و به زمین می‌ریزند و از ریزش تخم میوه‌ها، کاج‌های دیگری سر از خاک بلند می‌کنند و در گذر زمان، کنار خطوط سیم پیام کاجستان می‌شود.